# کمربند جنگلی گنکو
کمربند جنگلی گنکو (به لاتین: Genko Forest Belt) یک منطقهٔ مسکونی و جنگل در روسیه است که در Melekess District, Ulyanovsk Oblast واقع شده‌است.